# Застава Либерије
Застава Либерије састоји се од једанаест пруга црвене и беле боје. У горњем левом углу се налази бела звезда на плавој подлози. Узор приликом израде заставе је била застава САД.
Једанаест пруга симболизују једанаест потписника Либеријске повеље о независност. Црвена и бела боја су симбол храбрости и чистоте а бела звезда представља слободу коју су бивши робови стекли на афричком континенту који симболише плави квадрат. 
Либерија пружа могућност регистровања бродова других држава да плове под њеном заставом како би избегли разне порезе. Претпоставља се да око 1600 бродова плови под либеријском заставом.